# Zamieć (powieść Neala Stephensona)
Zamieć (inny tyt. Śnieżyca, oryg. Snow Crash) – powieść fantastyczno-naukowa amerykańskiego pisarza Neala Stephensona. Zaliczana jest do cyberpunku i postmodernizmu.

## Świat przedstawiony
W książce dominuje czarny humor, występuje dużo śmiesznych, wręcz absurdalnych sytuacji, np. monopol na rozwożenie pizzy, zdobyty przez  mafię sycylijską, jest utrzymywany przez „dowozicielatorów”, którzy zawsze zdążają ją dowieźć w 30 minut.
Metawers to nazwa wirtualnej rzeczywistości występującej w powieści, gdzie ludzie prowadzą swoje drugie życie. Cała sieć tętni życiem, pojawiają się tam m.in. gwiazdy muzyki oraz filmu, japońscy biznesmeni oraz hakerzy. Do przedstawienia postaci w Metawersie służą awatary, które mogą być dowolnie modyfikowane. Mogą przedstawiać użytkownika bardzo wiernie, tak jak wygląda w rzeczywistości, lub być tanie, czarno-białe.

## Fabuła
Głównym bohaterem powieści jest Hiro Protagonista – doskonały szermierz, haker, oraz rozwoziciel pizzy. Zawsze nosi przy sobie dwa miecze samurajskie, katanę oraz wakizashi. Pewnego dnia pomaga kurierce zwanej D.U. uciec z tymczasowego więzienia, odwdzięczając się za dowiezienie pizzy na czas. Tak zaczynają się ich przygody w niebezpiecznym L.A przyszłości.

## Odbiór
Recenzje: Paweł Ostrowski, "Pochwała Różnorodności", "Nowa Fantastyka", 1999/12, s. 68